# 마이크 맨리
마이크 맨리(영어: Michael Manley 마이클 맨리[*], 1964년 3월 6일 ~ )는 영국의 사업가이자 AutoNation 사의 CEO이다.
2000년 이전에는 렉스 오토세일즈 사 휘하에서 르노나 푸조의 여러 자동차 딜러십에서 많이 일을 하였다. 2000년 다임러 크라이슬러가 그가 일하던 Lex Autosales를 인수 한 이후에 스텔란티스 북아메리카 전무이사를 역임했다.
2018년 그는 이전 CEO인 세르지오 마키오네가 건강상의 이유로 사임할 것이라고 발표하면서 피아트 크라이슬러 오토모빌스 전무이사가 되었다. 이후 2023년부터는 미국의 글로벌 유압기기 전문업체인 도버 그룹의 임원이 되었다.

## 같이 보기
- 세르지오 마르치오네
- 도버 (기업)
- 피아트 크라이슬러 오토모빌스
- 카를루스 타바르스
- 메리 배라